# Centaurea litochorea
Centaurea litochorea là một loài thực vật có hoa trong họ Cúc. Loài này được T.Georgiadis & Phitos mô tả khoa học đầu tiên năm 1979.